# Diphenylcarbazon
Diphenylcarbazon ist eine chemische Verbindung aus der Gruppe der Carbazone (Stickstoffverbindungen mit der Grundstruktur HN=N-CO-NH-NH2). Chemisch eng verwandt ist das Dithizon, das 1,5-Diphenylthiocarbazon, das in der Analytik weit verbreitet ist.

## Eigenschaften
Diphenylcarbazon ist ein oranger Feststoff, der sich gut in Ethanol und nicht in Wasser löst. Es bildet mit Hg(II)-Ionen eine violette Komplexverbindung. Ebenso bilden andere Metallionen, wie z. B. Cr(III)-Ionen, farbige Komplexe. Diphenylcarbazon lässt sich über Oxidation aus Diphenylcarbazid herstellen. Bestimmte handelsübliche Produkte von Diphenylcarbazon sind ein Gemisch mit Diphenylcarbazid, das ebenfalls farbige Komplexverbindungen mit bestimmten Metallionen bildet.

## Verwendung
Diphenylcarbazon wird als Indikator zur Endpunktbestimmung in der Mercurimetrie eingesetzt:
Titriert man eine Natriumchloridlösung mit Quecksilber(II)-nitratlösung, so bildet sich undissoziiertes Quecksilber(II)-chlorid. Bei Überschreiten des Endpunktes bildet sich dann mit Diphenylcarbazon der Farbkomplex. Diese Methode wird in der Wasseranalyse zur Chlorid-Bestimmung angewendet.

Gibt man eine bestimmte Menge Quecksilber(II)-nitratlösung im Überschuss zu einer Chlorid-Lösung, so kann man die Farbintensität des Komplexes fotometrisch bestimmen und damit auf den Chlorid-Gehalt schließen.

## Verwandte Verbindungen
- Diphenylcarbazid